# Arbre à pain
Pour les articles homonymes, voir Châtaignier commun.
Artocarpus altilis
Espèce
Classification phylogénétique
L'arbre à pain (Artocarpus altilis) est un arbre de la famille des Moracées, originaire d'Océanie, domestiqué dans cette région pour son fruit comestible et aujourd'hui largement répandu sous les tropiques. C’est une espèce proche du jacquier, Artocarpus heterophyllus.
C'est une espèce très variable dont les populations d'Océanie ont sélectionné des centaines de cultivars. Certains cultivars sont des diploïdes fertiles (2n=2x=56) mais d'autres sont des hybrides ou des triploïdes stériles (2n=3x=~84) et doivent donc être propagés par la voie végétative.
Son fruit est le fruit à pain, parfois simplement appelé le pain,  ou même brioche.
Aux Antilles françaises, on nomme châtaignier pays (Artocarpus altilis var. seminifera) une variété fertile, cultivée pour ses graines qui sont consommées cuites.
Synonymes taxonomiques :
- (=) Artocarpus communis J. R. Forst. & G. Forst.
- (=) Artocarpus incisa L.
- (=) Radermachia incisa   Thunb.

## Dénominations
Dans les langues polynésiennes, le fruit à pain est appelé ’uru (tahitien) ou ulu, ou bien mei en wallisien, futunien, tuvaluan, niuafo'ou, marquisien, niuéen, mangarévien, beta au Vanuatu.
L'arbre à pain est appelé fouyapen ou fwiyapen en créole martiniquais et guadeloupéen, vouryapin en comorien, friyapin en créole réunionnais et mauricien et lamveritab (l'arbre véritable) en créole haïtien, ou aussi buju en langage marron en Jamaïque, momboya en lingala ou bléfoutou en Fon-gbé au Bénin.
À Madagascar, dans la région forestière et son littoral sud-est, on dit tout simplement frein-paille, franc-paille, probablement du terme fruit à pain. En malgache, au Nord comme dans la région Sava, on l'appelle soanambo, et dans l'est chez les Betsimisarakas, il est nommé sonambo.

## Caractéristiques
C'est un arbre sempervirent de taille moyenne qui peut atteindre 20 m de haut, doté d'un tronc droit et massif dont le diamètre peut dépasser un mètre. Toutes les parties contiennent un latex blanc.
Les feuilles simples, vert foncé, brillantes, sont munies de 7 à 11 lobes bien marqués,, plus ou moins profonds suivant la variété, à apex aigu ou acuminé. Ce sont de larges feuilles de 12-60 cm long × 10-50 cm large et encore plus grandes pour les juvéniles. Le pétiole massif fait moins de 5 cm de long.

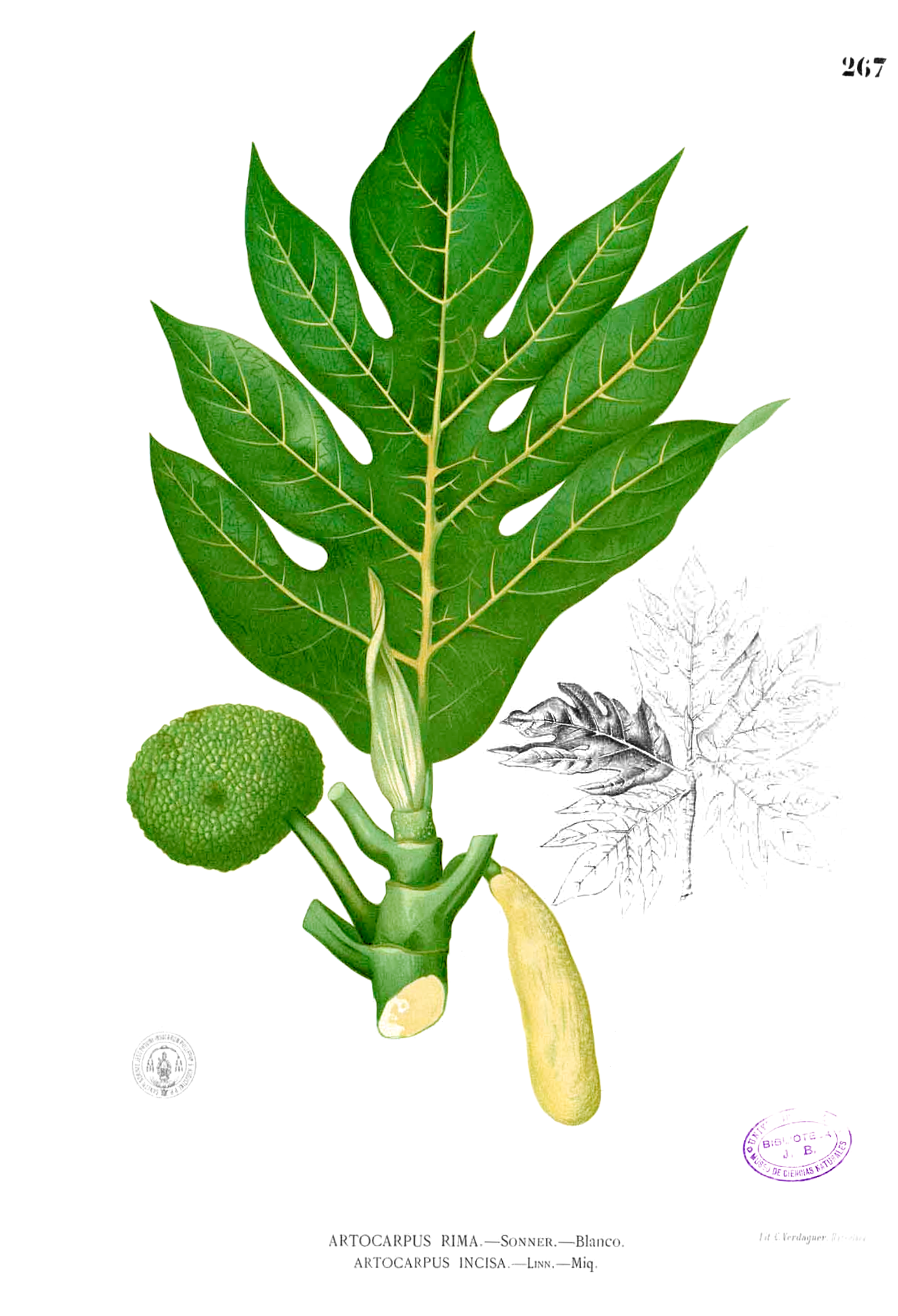
Feuille, fruit et inflorescence mâle.

Les fleurs sont regroupées en inflorescences mâles, allongées et pendantes, de 10-30 cm long × 2-4 cm, et en inflorescences femelles (vertes, sphériques ou oblongues), les deux étant présentes à la fois sur la même arbre (arbre monoïque).
Le fruit est un syncarpe, formé à partir de toute l'inflorescence femelle. À maturité, il est de couleur verdâtre, jaune pâle à jaune orangé. C'est un gros fruit rond ou oblong, de 12-25 cm de diamètre, pesant 1,5 à 2 kg. L'épiderme est marqué de figures hexagonales centrées sur un point épineux. La pulpe est de couleur crème.

## Classification

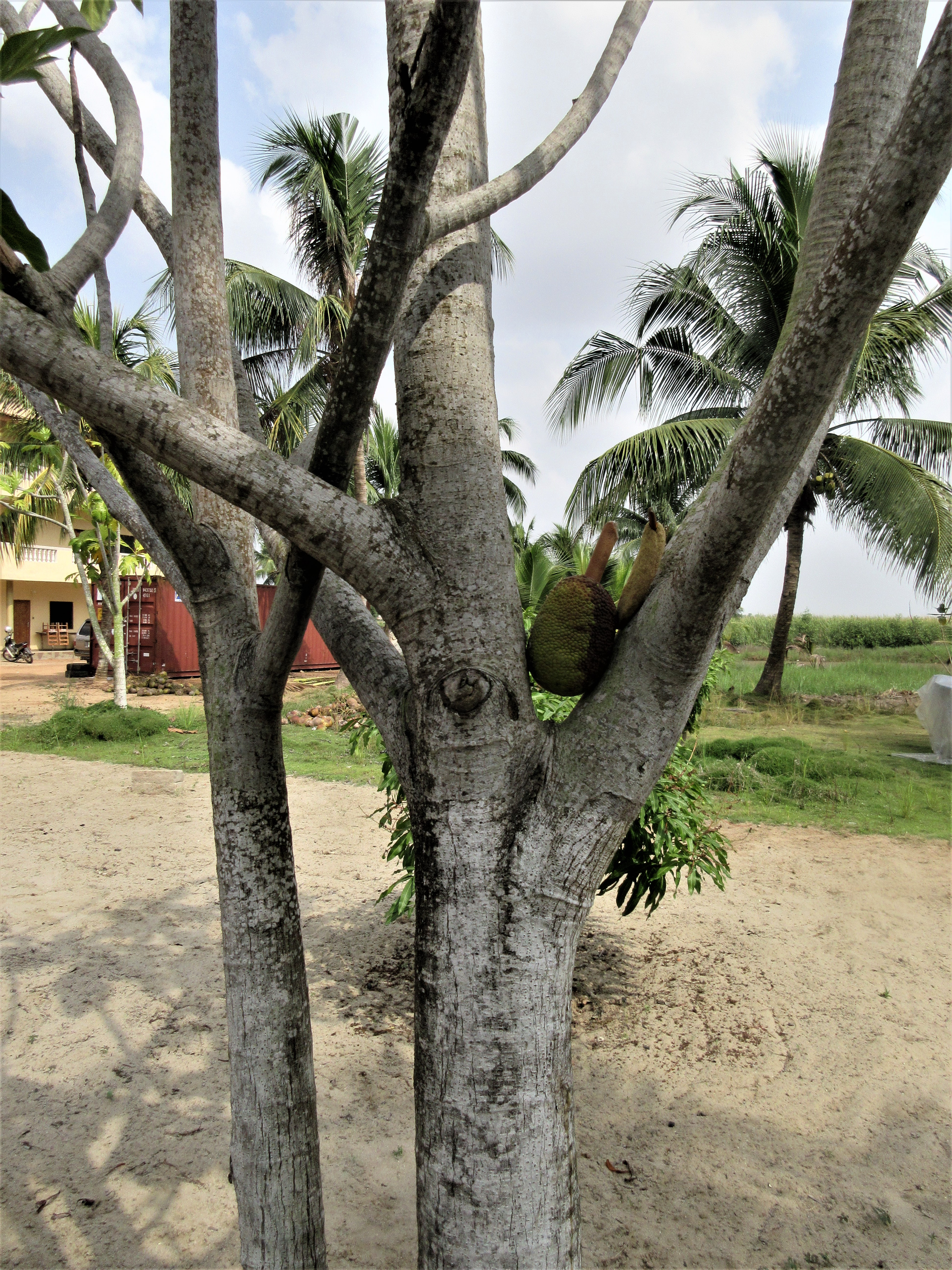
Vue partielle sans les feuillage de l'arbre à pain ou arbre de bèlèfoutou en langue locale au Bénin.

Aux Antilles, on distingue deux types de variétés principales, :
- Artocarpus altilis var. non seminifera (Duss) Fournet 2002 : variété asperme de l'arbre à pain dont les fleurs femelles, regroupées en capitules[12], donnent un faux-fruit, appelé fruit à pain ne contenant pas de graines et dont les fleurs mâles sont disposées en épis denses et charnus. Le fruit à pain est consommé comme légume et l'épi mâle en confit ou confiture.
- Artocarpus altilis var. seminifera (Duss) Fournet 2002 : le châtaignier-pays est la variété fertile dont le pseudo-fruit fortement tuberculé contient de nombreuses grosses graines comestibles : les châtaignes-pays ou chatenn qui peuvent être consommées grillées ou bouillies comme les châtaignes en Europe. Ses feuilles sont moins profondément découpées.

Les Polynésiens identifient plus d'une cinquantaine de variétés différentes d'arbre à pain, appelé uru ou maioré en tahitien.
Les formes à graines prédominent en Mélanésie (Nouvelle-Guinée, Salomon et Vanuatu), alors que les formes sans graines prédominent en Polynésie où l'arbre est propagé par drageons.

## Écologie
L'arbre à pain est sans doute originaire soit d'Océanie où la plus grande diversité morphologique est présente, soit de Malaisie. Il y a été domestiqué et fournit une source de glucides importante depuis des millénaires.
Il a été introduit aux Antilles à la fin du XVIIIe siècle pour nourrir les esclaves avec ses fruits abondants et nourrissants par le capitaine du Bounty, William Bligh. Outre la Caraïbe, au cours du XVIIIe siècle, les Européens introduisirent quelques cultivars dans les régions tropicales de Madagascar, d'Afrique, d'Amérique du Sud et du Centre. Il est aujourd'hui répandu dans toutes les régions tropicales humides pour son intérêt alimentaire et esthétique.
C'est un arbre des plaines tropicales chaudes et humides.

## Composition
L'arbre à pain est riche en composés phénoliques comme les flavonoïdes, les stilbénoïdes et les arylbenzofurons. L'ensemble de la plante contient de l'acide cyanhydrique, mais uniquement à l'état de traces.

### Le fruit
Il contient de l'artocarpine et une enzyme, la papayotine. Il contient également des stilbènes, de l'arylbenzofurane, un flavanone, trois flavones, deux triterpènes et des stérols. Se conservant mal une fois cueilli, il peut être transformé en farine.
Sa peau n'est pas consommée, mais une étude a montré (en 2017) qu'elle contient encore plus d'antioxydants que la pulpe et les graines du fruit.
On a récemment (2020) établi que la cuisson du fruit non-mûr n'a que peu d'impacts sur le profil de ses composés bioactifs, n'affectant pas significativement sa teneur totale en phénols ni sa capacité antioxydante.  Dans le monde, 146 composés bioactifs ont été identifiés dans les extraits aqueux de fruits crus et cuits. Pour la plupart, ces molécules étaient stables à la cuisson (121 °C/10 min). 22 métabolites sont cependant affectés par la cuisson : 15 d'entre eux (tels que le pyrogallol, le 1-acétoxypinoresinol ou scopoline) ont un taux qui augmente dans les extraits du fruit cuit (par rapport au fruit cru), et sept autres métabolites (ex. : acide 4-hydroxyhippurique, épicatéchine et la leptodactylone) voient au contraire leur taux diminuer à la suite de la cuisson.

### Feuilles
Elles contiennent des géranyl dihydrochalcones, de la quercétine et du camphorol (aux propriétés hypotensives).

### Racines
L'écorce de cette racine est riche en flavonoïdes (prénylflavonoïdes, cyclomulberrine et des pyranoflavonoïdes).

## Utilisations

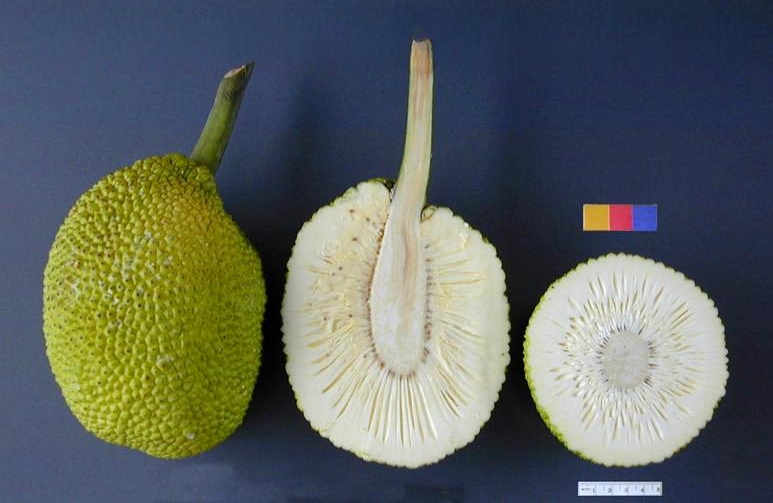
Fruit de lArtocarpus altilis var. altilis.

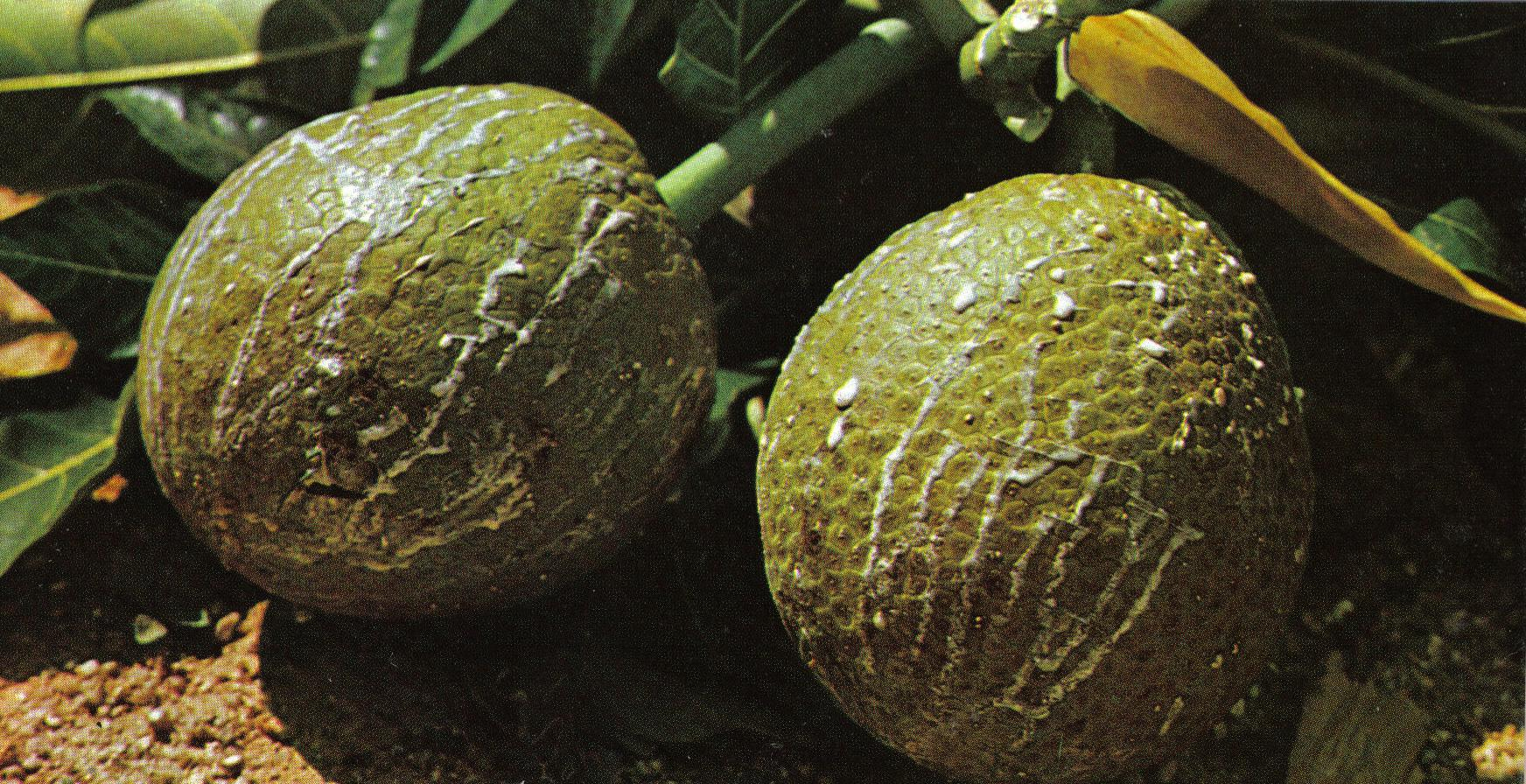
Uru à maturité.

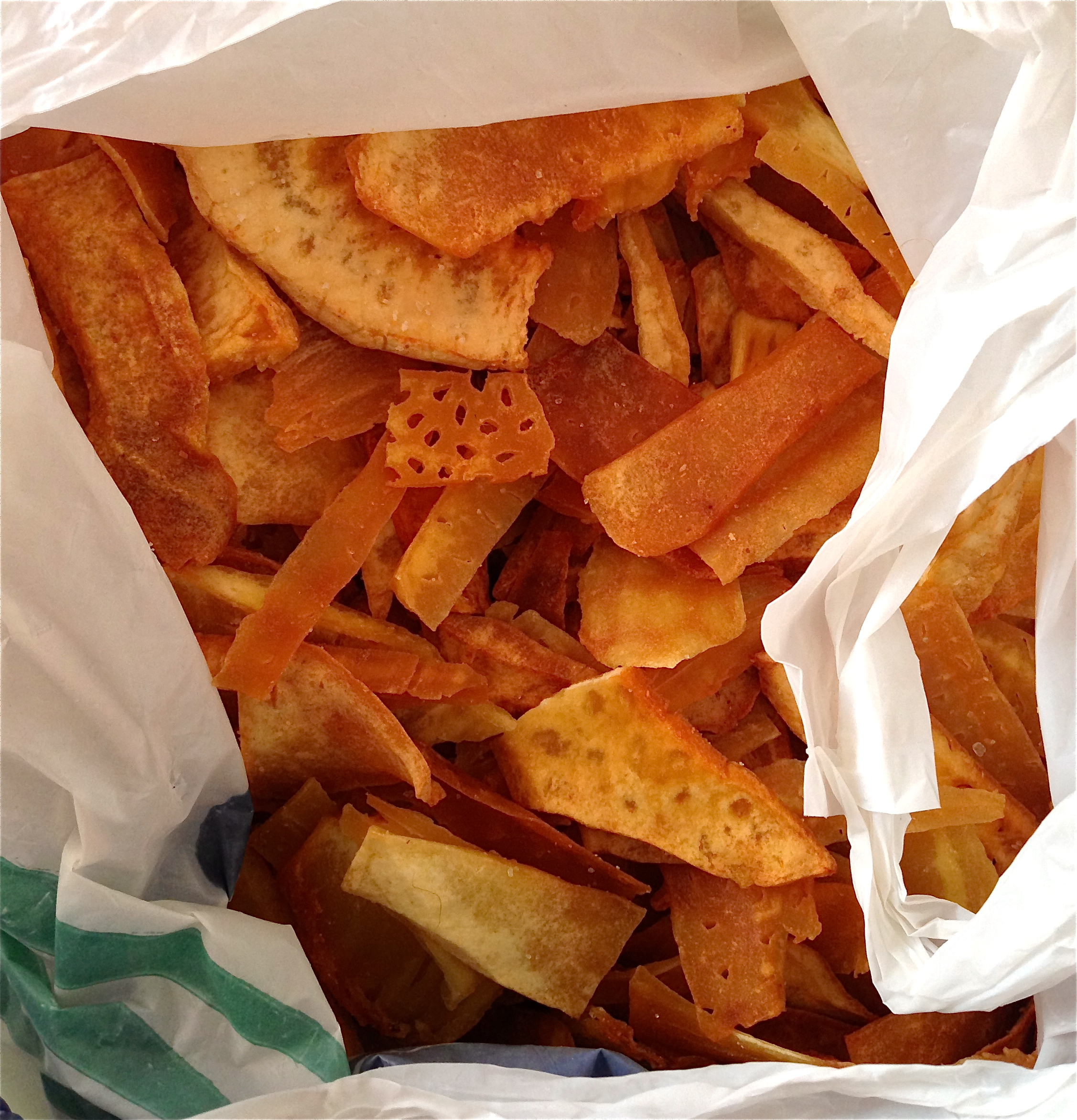
Fruit à pain découpé et frit.

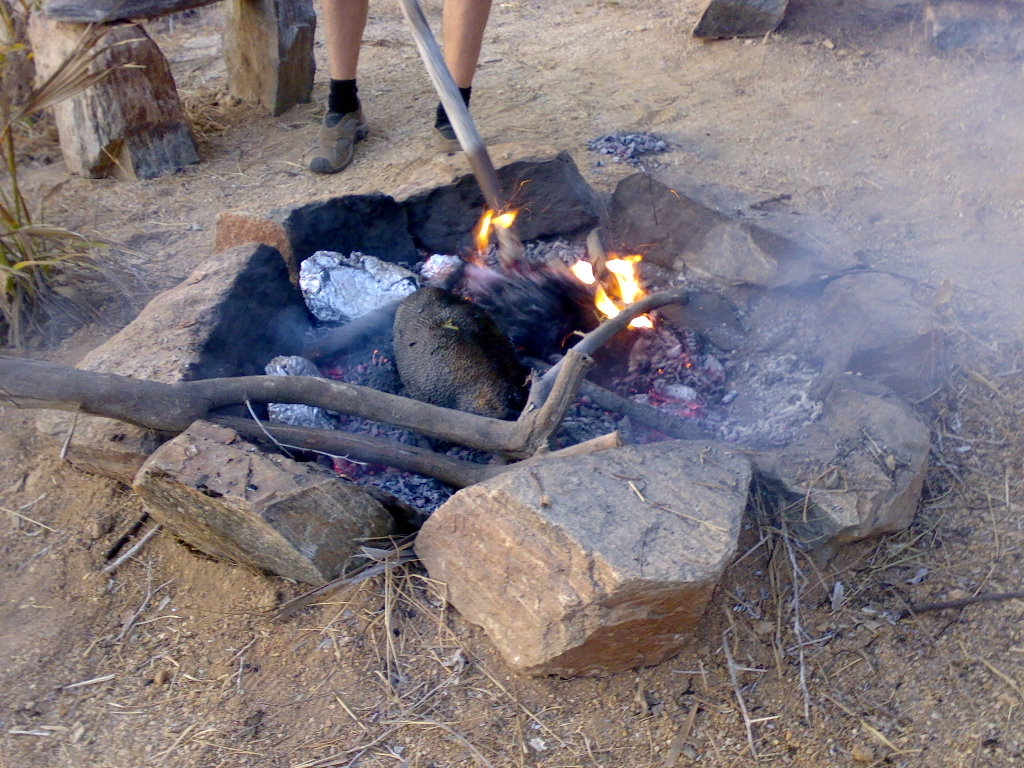
Uru cuit au feu de bois.

### Consommation alimentaire
Le fruit est consommé pour sa chair et ses graines. Plus il est mûr, plus il est sucré avec un goût qui peut rappeler la châtaigne ou la patate douce selon les variétés.
Aux Antilles françaises, les fleurs mâles, appelées « tòtòt » en Martinique et « pòpòt » en Guadeloupe, sont consommées confites ou en confitures. Les graines du châtaignier-pays se consomment cuites à l'eau bouillante comme les châtaignes du châtaignier. Elles sont ensuite consommées telles quelles ou utilisées pour farcir des volailles. En Martinique, le fruit est pelé puis cuit à l'eau souvent avec de la salaison (queues de cochon), on peut en faire du migan (sorte de ragout).
En Polynésie, le fruit à pain est préparé suivant de nombreuses recettes. Il est nommé uru en tahitien comme l'arbre.
Il existe plusieurs préparations possibles du fruit de l'arbre à pain.
- Cuit au feu de bois : C'est la méthode la plus courante. Le uru est cueilli lorsque des traces de sève blanche apparaissent sur sa peau verte. La queue est retirée, et il est généralement laissé à reposer une nuit pour se vider de sa sève, mais certaines variétés sont à cuire immédiatement. Des croisillons sont faits avec un couteau à chaque pôle du fruit afin d'éviter son éclatement pendant la cuisson. Le uru est ensuite directement déposé sur un feu de bois et laissé à cuire environ 30 minutes de chaque côté. Il est retourné de temps en temps, jusqu'à ce que chaque face de la peau soit cuite au point qu'une fine couche de cendre grise apparaisse. Il est alors retiré du feu et sa peau, dure, s'est transformée en charbon. Cette peau est épluchée, révélant la chair cuite, alors généralement servie en tranche, en retirant le cœur où se trouvent les graines.

Après cette cuisson, les tranches de uru peuvent être frites dans l'huile pour être consommées en frites.
Noter que le fruit est parfois directement posé sur un brûleur à gaz afin de le cuire rapidement.
- Kaaku : le uru est choisi à une maturité avancée, cuit et écrasé au pilon pour former une pâte. Il peut être consommé ainsi ou laissé à fermenter, et accompagné de lait de coco.
- En ragoût.
- Cuit au four tahitien.
- Réduit en farine.
- Frit, braisé (avec la peau puis pelé), cuit à la vapeur ou grillé dans l'archipel des Comores.
- En Haïti, il est écrasé au mortier et devient une pâte qu'on mange avec de la sauce du gombo (calalou). On appelle cela Tonm-Tonm, plat traditionnel des habitants du département de Grand'Anse (Jérémie) et du Sud.
- En Amazonie, il sert d'ingrédient à une bière traditionnelle appelée masato[21].

- À la Réunion, en gros cubes bouillis au sucre ou au sel, réduit en purée, on en fait des gâteaux ou des beignets salés.

### Conservation
Avant la colonisation, les Polynésiens conservaient les uru de deux manières :
- Opio : les uru étaient cuits dans un four tahitien ahi ma'a. Ce four est constitué d'un trou creusé en terre, où est fait un feu ensuite recouvert de pierres volcaniques. Ce sont ces pierres qui une fois chauffées cuisent les aliments. Les pierres sont recouvertes d'une couche de feuilles, et les aliments empaquetés dans des feuilles sont placés par-dessus, avant d'être à leur tour recouverts de feuilles, puis de sable. La cuisson se fait donc à l'étouffée, pendant deux jours. Dans le cas du opio, les uru étaient laissés ainsi, se conservant plusieurs semaines à l'abri de l'air. Des trous creusés sur les côtés permettaient de se servir de temps en temps.
- Mahi : le mahi est une pâte de uru fermentée, principalement utilisée par les Marquisiens. Les uru étaient pelés puis découpés, en retirant le cœur qui n'est pas comestible. Ces morceaux étaient ensuite placés dans une fosse, enveloppés de feuilles de ti. À l'issue de cela, la fosse était recouverte de terre. Après fermentation, le uru se transformait en une pâte qui était cuite au ahi ma'a. Le mahi pouvait se conserver pendant un an.

### Autres utilisations
En Polynésie, il sert de répulsif naturel contre les moustiques et autres insectes en brûlant la fleur mâle de l’arbre. 
Différentes parties de la plante étaient utilisées en médecine traditionnelle polynésienne pour la confection de ra'au tahiti, à partir de l'écorce, de la sève, etc.
Aux Antilles françaises, l'arbre à pain sert à la confection de plusieurs remèdes créoles :
- il est utilisé contre les brûlures de la peau sous forme d'emplâtre constitué par le fruit mûr, bien cuit.
- il est utilisé contre l'hypertension[16] sous forme de décoction d'une popotte bouillie dans un litre d'eau, sucrée et consommée rapidement.
- le latex de l'arbre à pain est parfois utilisé sur les blessures ouvertes et les démangeaisons.
- la décoction des racines est utilisée comme anti-asthmatique, et contre certains troubles gastro-intestinaux de la grossesse, certaines douleurs buccales et dentaires, et également contre certaines maladies de la peau[22].

En Polynésie, le latex du uru était utilisé en colle, et pour assurer l'étanchéité de certaines embarcations. Le tronc servait à la confection de pirogues, et l'écorce pour fabriquer une étoffe végétale, le tapa.

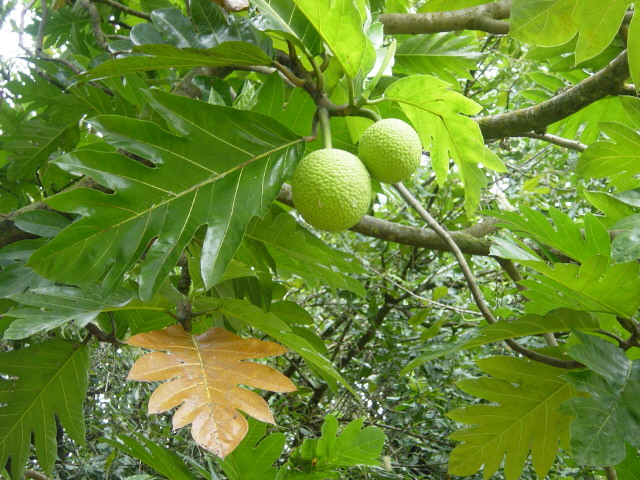
Feuilles et fruits.

## Histoire

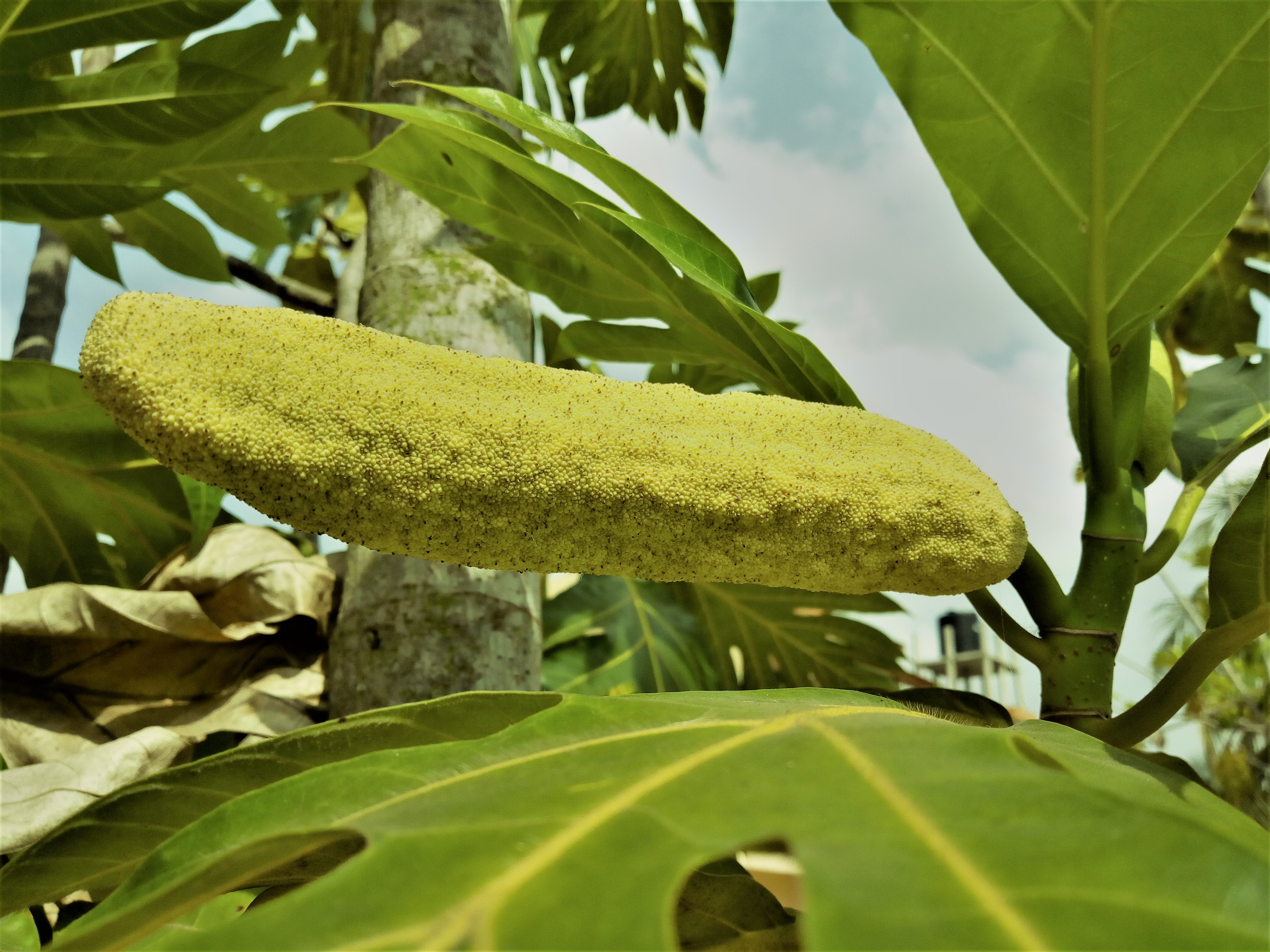
Fleur entre les feuillages de l'arbre à pain (ou arbre de bèlèfoutou en langue locale au Bénin).

La première dénomination par un binôme linnéen, Sitodium altile, a été donnée par Sydney Parkinson (1745-1771)  un artiste peintre écossais qui participa à la première expédition de James Cook dans le Pacifique. Dans son récit de Voyage autour du monde sur l'Endeavour, lors de l'escale à Tahiti, il indique :
"E ooro, Sitodium-altile. Cet arbre est celui qui porte le fruit-pain, si souvent cité par les voyageurs aux îles de la mer du sud ; il peut être justement appelé soutien de vie, pour les habitants de ces îles, qui en tirent leur principale nourriture. Il s'élève entre trente et quarante pieds de haut..."
Suit une description assez précise de l'arbre, de ses fleurs mâles et femelles distinctes, du fruit, de sa récolte à l'aide d'un long bâton et de sa cuisson :
"Avant de faire cuire ce fruit, on enlève toute l'écorce avec une coquille ; et quand il est gros, on le coupe par quartiers. Après avoir fait un four ou une fosse en terre, et l'avoir rempli de pierres chaudes, on y met le fruit entre un lit de feuilles ; on le recouvre ensuite avec des pierres brûlantes, et de la terre qu'on presse le plus qu'il est possible ; en deux ou trois heures de temps, la cuisson est faite, et ce fruit offre alors un aliment plus flatteur à l'œil que le plus beau pain que j'ai vu de ma vie. Le dedans est très blanc, et le dehors d'un brun pâle ; sa substance est très farineuse : c'est peut-être ce qu'on peut manger de plus agréable pour remplacer le pain, si toutefois ce fruit, ainsi préparé, ne le surpasse pas."
En 1789, le capitaine Bligh reçoit l'ordre de ramener 1 000 arbres à pain vers le nouveau monde : le fruit de l'arbre à pain devient alors fameux à cause de la célèbre mutinerie sur le Bounty (plus précisément le HMS Bounty).
En 1870, cet arbre est vanté par Jules Verne dans Vingt Mille Lieues sous les mers : « Utile végétal dont la nature a gratifié les régions auxquelles le blé manque, et qui, sans exiger aucune culture, donne des fruits pendant huit mois de l’année ».